# Olympische Sommerspiele 1908/Ringen – Freistil Bantamgewicht (Männer)
Das Ringen im Freistil im Bantamgewicht der Männer bei den Olympischen Sommerspielen 1908 in London wurde am 20. Juli 1908 im White City Stadium ausgetragen. Das zulässige Körpergewicht eines Athleten betrug bis zu 54 kg.

## Titelträger
| Olympiasieger | Jack Niflot | St. Louis 1904 |

## Modus
Der Wettbewerb wurde im K.-o.-System ausgetragen, mit einem Bronzekampf zwischen den Verlierern der Halbfinals. Das Finale und der Kampf um Bronze wurden im Modus Best-of-Three entschieden, alle anderen Begegnungen in einem einzigen 15-Minuten-Kampf. Ein Schultersieg beendete den Kampf sofort. Bei Punktegleichstand entschieden die Kampfrichter oder der Ringrichter.

## Ergebnisse

### Achtelfinale
|                   | Ergebnis            |                  |
| ----------------- | ------------------- | ---------------- |
| William Press     | Schultersieg (5:27) | Henry Witherall  |
| Burt Sansom       | Schultersieg (4:31) | Guy Schwan       |
| Frederick Tomkins | Schultersieg (6:31) | William Cox      |
| George Saunders   | Schultersieg (4:22) | John Cox         |
| Fred Davis        | Entscheidung        | Frederick Knight |

### Viertelfinale
|                   | Ergebnis            |                 |
| ----------------- | ------------------- | --------------- |
| William Press     | Schultersieg (8:48) | Burt Sansom     |
| Frederick Tomkins | Schultersieg (4:57) | George Saunders |
| Fred Davis        | Entscheidung        | Aubert Côté     |
| Harry Sprenger    | Schultersieg (4:01) | George Mehnert  |

### Halbfinale
|               | Ergebnis            |                   |
| ------------- | ------------------- | ----------------- |
| William Press | Schultersieg (0:55) | Frederick Tomkins |
| Aubert Côté   | Schultersieg (6:40) | George Mehnert    |

### Kampf um Bronze
|             | Ergebnis |                   |
| ----------- | -------- | ----------------- |
| Aubert Côté | 2:0      | Frederick Tomkins |

### Finale
|               | Ergebnis |                |
| ------------- | -------- | -------------- |
| William Press | 0:2      | George Mehnert |